# Pills 'n' Thrills and Bellyaches
Albums de Happy Mondays
Hallelujah
(1989) The Peel Sessions 1989
(1990)
Pills 'n' Thrills and Bellyaches est un album de Happy Mondays, sorti en 1990.

## L'album
Il entre au hit-parade britannique directement à la 1re place. Il fait partie des 1001 albums qu'il faut avoir écoutés dans sa vie.
La pochette originale de l'album représente un collage d'emballages de bonbons américains, travail exécuté par l'agence Central Station Design.

### Titres
Tous les titres sont de Shaun Ryder, Paul Ryder, Mark Day, Paul Davis et Gary Whelan, sauf mentions. 
1. Kinky Afro (3:59)
2. God's Cop (4:58)
3. Donovan (4:04)
4. Grandbag's Funeral (3:20)
5. Loose Fit (5:07)
6. Dennis and Lois (4:24)
7. Bob's Yer Uncle (Happy Mondays, Osborne, Oakenfold) (5:10)
8. Step On (John Kongos, Christos Demetriou) (5:17)
9. Holiday (3:28)
10. Harmony (4:01)

### Musiciens
- Shaun Ryder : voix
- Paul Ryder : basse
- Mark Day : guitare rythmique et électrique
- Paul Davis : claviers
- Gary Wheelan : batterie
- Rowetta : voix
- Tony Castro : percussions